# DJ Zinhle
Ntombezinhle Jiyane Mohosana née le 30 décembre 1982, connue professionnellement sous le nom de DJ Zinhle, est une DJ sud-africaine, productrice, personnalité médiatique et femme d'affaires.
Zinhle a également poursuivi une carrière d'actrice. Elle a fait ses débuts à l'écran en tant que juge dans Jika Majika, Idols South Africa, Turn It On et 1's and 2's (2021), et est apparue en tant qu'invitée dans les séries télévisées eKasi: Our Stories (2011), Play Your Part (2012), Tropika Island (2012), The Close Up, Rhythm City et sa propre émission, DJ Zinhle The Unexpected.

## Jeunesse et éducation
DJ Zinhle naît et grandit à Dannhauser (en), dans la province du KwaZulu-Natal, en Afrique du Sud. Après avoir quitté sa ville natale, elle s'est installée à Newcastle, KwaZulu-Natal, où elle a terminé ses études secondaires au lycée Siyamukela, situé dans le quartier d'Emadadeni à Newcastle,.

## Carrière
DJ Zinhle a commencé sa carrière vers 2004. Initialement, elle voulait devenir présentatrice télé et n'avait aucune ambition de devenir DJ, jusqu'à ce que la passion de son frère pour le mixage de vinyles lui donne envie de se lancer dans ce métier. Elle a fait ses débuts en tant que DJ résidente dans une émission de danse pour jeunes appelée Jika Majika, diffusée sur SABC 1.
Elle a travaillé avec l'icône de la musique sud-africaine Boom Shaka sur l'album I Put It In, qui comprenait d'autres artistes notables comme Dr Malinga, Khanyi Mbau et Mphoza. Elle a été en tête d'affiche du concert Sisters with Soul avec Amanda Black.
Lors de la deuxième cérémonie des Mzansi Kwaito and House Music Awards, elle a remporté deux prix : meilleure DJ de house et meilleure artiste féminine de house.
Son single à succès de 2019, Umlilo, a enregistré 5,1 millions de streams en seulement trois mois et a été certifié triple platine par le Recording Industry of South Africa (RISA).
En 2021, elle a coanimé le concours de talents 1's and 2's sur SABC 1 avec DJ Tira et DJ Speedsta.
La chanson "Thula", une collaboration entre DJ Zinhle et Cici sortie le 7 juillet 2023, a atteint la troisième place des classements en Afrique du Sud et la première place au Metro FM Top 30 Countdown.

## Filmographie

### Television
| Année | Titres                   | Rôles     | Notes                |
| ----- | ------------------------ | --------- | -------------------- |
|       | Jika Majika              | Elle-même | DJ résidente         |
| 2011  | eKasi: Our Stories       | Thuli     | Rôle secondaire      |
| 2011  | Rhythm City              | Faniswa   |                      |
|       | It's OK We're Family     | Elle-même |                      |
| 2012  | Tropika Island           | Elle-même | Juge                 |
|       | Idols South Africa       | Elle-même | Juge invité          |
|       | Turn It Out              | Elle-même | Juge invité          |
| 2021  | 1's and 2's              | Elle-même | Juge invité          |
| 2021  | DJ Zinhle- TheUnexpected | Elle-même | Personnage principal |

## Distinctions
| Année | Cérémonie de remise des prix     | Prix                                      | Récompensé(e)/Œuvre nommée        | Resultats  | Ref.   |
| ----- | -------------------------------- | ----------------------------------------- | --------------------------------- | ---------- | ------ |
| 2019  | Dance Music Awards South Africa  | Meilleure DJ féminine                     | Elle-même                         | Nomination | [ 9 ]  |
| 2020  | South African Music Awards       | Enregistrement de l'année (vote des fans) | "Umlilo"                          | Nomination |        |
| 2021  | South African Music Awards       | Meilleur clip musical de l'année          | "Umlilo"                          | Nomination |        |
| 2020  | Namibian Annual Music Awards     | Artiste panafricain de l'année            | Elle-même                         | Lauréat    | [ 10 ] |
| 2022  | Global Music Awards Africa       | DJ de l'année                             | Elle-même                         | En attente | [ 11 ] |
| 2024  | Basadi in Music Awards           | DJ de l'année                             | Elle-même                         | Lauréat    | ,      |
| 2024  | Basadi in Music Awards           | Collaboration de l'année                  | DJ Zinhle and Basetsana – "Mdali" | Lauréat    | ,      |
| 2024  | Basadi in Music Awards           | Collaboration de l'année                  | DJ Zinhle and Cici – "Thula"      | Nomination | ,      |
| 2024  | Basadi in Music Awards           | Meilleur clip vidéo de l'année            | DJ Zinhle and Cici – "Thula"      | Nomination | ,      |
| 2024  | Basadi in Music Awards           | Trailblazer Award                         | Elle-même                         | Lauréat    | [ 14 ] |
| 2024  | African Entertainment Awards USA | Meilleur DJ                               | Elle-même                         | En attente | [ 15 ] |